# David Janowski
David Markelowicz Janowski (Wołkowysk, 25. svibnja 1868. – Hyères, 15. siječnja 1927.), bio je francuski šahovski majstor poljskoga porijekla.
Rođen je u židovsko-poljskoj obitelji  u Wołkowysku, tadašnjem Ruskom Carstvu (današnja Bjelorusija). Preselio se u Pariz oko 1890. i započeo svoju šahovsku karijeru 1894. 
Osvojio je turnire u Monte Carlu 1904., Hannoveru 1902. i Beču 1902.

## Karijera
Janowski je imao dobre rezultate protiv starije generacije majstora kao što su Wilhelm Steinitz (+5 −2), Mihail Čigorin (+17 −4 =4) i Joseph Henry Blackburne (+6 −2 =2). Međutim, imao je negativne rezultate protiv novije generacije igrača, u prvom redu to su: Siegbert Tarrasch (+5 −9 =3), Frank James Marshall (+28 −34 =18), Akiba Rubinstein (+3 −5), Géza Maróczy (+5 −10 =5) i Carl Schlechter (+13 −20 =13). 
Bio je deklasiran od strane svjetskih prvaka Emanuela Laskera (+4 −25 =7) i Joséa Raúla Capablance (+1 −9 =1), no imao je respektabilan rezultat protiv Aljehina (+2 −4 =2). Zanimljivo je da je pobijedio barem jednom prva četiri svjetska prvaka, što je jedino uspjelo Siegbertu Tarraschu.

## Meč za naslov svjetskog prvaka
1910. odigrao je meč za naslov svjetskog prvaka protiv Laskera, gdje ga je Lasker potpuno deklasirao rezultatom 8–0 (−8 =3), što je najveća razlika u povijesti svjetskih prvenstava u šahu.

## Stil igre
Janowski je igrao brzo i gajio je napadački, taktički stil. No, njegova najveća slabost bila je završnica, na što mu je ukazivao Capablanca, a ovaj mu je navodno odgovorio: »Prezirem završnice.«
Ipak, Capablanca je anotirajući učinak Janowskog u kratkoj seriji od tri partije protiv Oscara Chajesa 1913. (+2 –0 =1) pokazao veliko poštovanje prema Janowskom: »Rezultat Janowskog je izvrstan za tako mali broj partija... Takva pobjeda protiv Chajesa pokazuje da Janowski nije oslabio toliko koliko se o tome govorilo, dapače, moguće je i da on sada vraća svoju snagu od prije 15-ak godina. Ako je tako, šahovski svijet uskoro će vidjeti odlične partije francuskog prvaka koji je, kad je u formi, jedan od najstrašnijih protivnika koji mogu postojati.«
O Janowskom je 1941. rekao: »On je posjedovao izuzetan pozicijski osjećaj u otvaranju i središnjici, ali je izbjegavao završnice koje je igrao, za šahista takvog nivoa, veoma loše. Ova je mana vršila psihološki pritisak na njegov prilaz igri i negativno utjecala na rezultate. Prije mnogo godina obojica smo živjeli u New Yorku i svaki se dan sretali u klubu Manhattan. Često smo razgovarali o šahu općenito i posebno o pojedinim šahistima. Puno sam mu puta pokušavao dokazati da njegovi porazi proizlaze iz slabog poznavanja i nedostatka dubine u završnici. (...)«

## Smrt
Umro je u Francuskoj 15. siječnja 1927. u pedeset i devetoj godini života od tuberkuloze.

## Teorijska ostavština
Postoje tri šahovska otvaranja nazvana po Janowskom: 
- varijanta francuske obrane: 1.e4 e6 2.d4 d5 3.Sc3 Sf6 4.Lg5 Lb4 5.e5 h6 6.Le3;[7]
- varijanta daminog gambita s ranim 3...a6: 1.d4 d5 2.c4 e6 3.Sc3 a6;[8]
- varijanta stare indijske obrane: 1.d4 Sf6 2.c4 d6 3.Sc3 Bf5.[9]